# XRCO Award
Gli XRCO Awards sono dei premi relativi al mondo della pornografia assegnati dalla X-Rated Critics Organization ed è l'unico concorso in cui i premi sono assegnati esclusivamente agli addetti al settore. Vengono conferiti con cadenza annuale a partire dal 1985.

## Storia
I primi XRCO Awards furono presentati a Hollywood il 14 febbraio 1985 e fino al 1991 vennero sempre assegnati il giorno di san Valentino. Nel 2013, a causa della chiusura della sede storica ovvero il Night Club The Highlands, l'edizione si è svolta nel Superclub di Los Angeles. L'anno successivo sono tornati nella sede storica, ora chiamata OHM.

Accanto ai tradizionali premi, ogni anno vengono inseriti nella XRCO Hall of Fame artisti ed operatori che operano nel mondo del cinema pornografico da almeno 10 anni. 

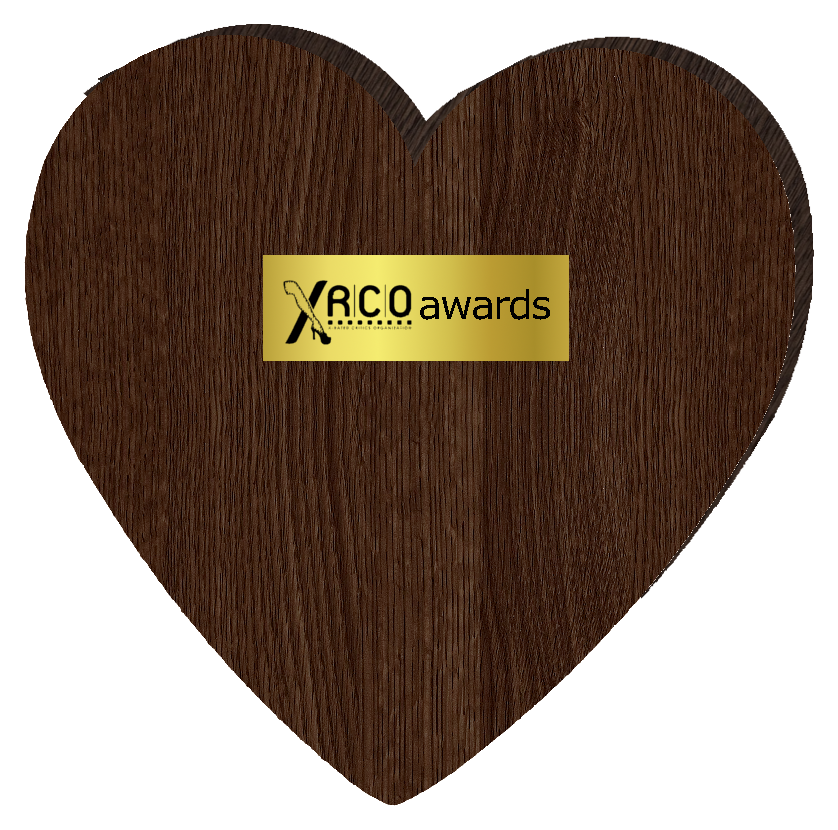
Il trofeo degli XRCO Awards

## Premi

### All in The Family Theme
- 2016 The Father Figure (Digital Sin Tabu Tales)
- 2017 Me, My Brother and Another (New Sensation)
- 2018 Dysfuctional: Blood is Thicker Than Cum (Kelly Madison Production)
- 2019 A Trailer Park Taboo - Part 1 (Pure Taboo)
- 2020 My Stepson Is Evil (Evil Angel)
- 2021 Pushing Boundaries (Pulse)
- 2022 Rocco's Sex Stepfamily (Rocco Siffredi Production e Evil Angel)
- 2023 My Sexy Little Sister 13 (Digital Sin)
- 2024 My Sexy Little Stepdaughter 8 (New Sensations)
- 2025 Lia'S Big Step Family 2 (Evil Angel)

### Best 3D Release
- 2012 This Ain't Ghostbusters XXX 3D (Hustler)
- 2013 This Ain't Jaws XXX 3D (Hustler)

### Best Actor (Single Performance)
- 1985 Eric Edwards (Great Sexpectations)
- 1986 Jerry Butler (Snake Eyes)
- 1987 John Leslie (Every Woman Has a Fantasy 2)
- 1988 Jamie Gillis (Deep Throat 2)
- 1989 John Leslie (Beauty and the Beast)
- 1990 Jamie Gillis (Second Skin)
- 1991 Randy Spears (All That Sex)
- 1992 Jon Dough (Brandi And Alexander)
- 1993 Rocco Siffredi (Face Dance 1)
- 1994 Jon Dough (New Wave Hookers 3)
- 1995 Steven St. Croix (Dog Walker)
- 1996 Jon Dough (Latex)
- 1997 Tom Byron (Flesh)
- 1998 Tom Byron (Indigo Delta)
- 1999 James Bonn (Masseuse 3)
- 2000 Randy Spears (Double Feature)
- 2001 Joel Lawrence (Raw)
- 2002 Evan Stone (Cap'N Mongo'S Porno Playhouse)
- 2003 Rocco Siffredi (The Fashionistas)
- 2004 Randy Spears (Space Nuts - Wicked Pictures)
- 2005 Randy Spears (Misty Beethoven - The Musical - VCA Pictures)
- 2006 Randy Spears (Eternity - Wicked Pictures)
- 2007 Randy Spears (Curse Eternal - Wicked Pictures)
- 2008 Randy Spears (Black Widow - Wicked Pictures)
- 2009 Evan Stone (Pirates II: Stagnetti's Revenge - Digital Playground)
- 2010 Eric Swiss (Not Married With Children XXX – X-Play/LFP Video)
- 2011 Evan Stone
- 2012 Anthony Rosano
- 2013 Steven St. Croix (Torn)
- 2014 Richie Calhoun (The Submission of Emma Mark)
- 2015 Steven St. Croix (Wetwork)
- 2016 Derrick Pierce (Magic Mike XXXL: A Hardcore Parody)
- 2017 Tommy Pistol (Suicide Squad XXX: An Axel Braun Parody)
- 2018 Tommy Pistol (Ingenue)
- 2019 Tommy Pistol (Anne: A Taboo Parody)
- 2020 Seth Gamble (Perspective)
- 2021 Seth Gamble (A Killer on the Loose)
- 2022 Tommy Pistol e Dante Colle (Casey: A True Story)
- 2023 Seth Gamble (Going Up)
- 2024 Tommy Pistol (Feed Me)
- 2025 Chad Alva (Alive, Dorcel)

### Best Actress (Single Performance)
- 1985 Rachel Ashley (Every Woman Has A Fantasy)
- 1986 Gloria Leonard (Taboo American Style (The Miniseries))
- 1987 Colleen Brennan (Getting Personal)
- 1988 Krista Lane (Deep Throat II)
- 1989 Ariel Knight (Romeo and Juliet 2)
- 1990 Sharon Kane (Bodies in Heat 2)
- 1991 Jeanna Fine (Steal Breze)
- 1992 Jeanna Fine (Brandy and Alexander)
- 1993 Ashlyn Gere (Chamaleons Not The Sequel)
- 1994 Leena (Blinded by Love)
- 1995 Tiffany Million (Sex)
- 1996 Jeanna Fine (Skin Hunger)
- 1997 Jeanna Fine (My Surrender)
- 1998 Dyanna Lauren (Bad Wives)
- 1999 Jeanna Fine (Cafe Flesh 2)
- 2000 Inari Vachs (The Awakening)
- 2001 Taylor Hayes (Jekyll & Hyde)
- 2002 Taylor Hayes (Fade to Black)
- 2003 Belladonna (The Fashionistas)
- 2004 Ashley Long (Compulsion - Elegant Angel)
- 2005 Jessica Drake (Fluff and Fold - Wicked Pictures)
- 2006 Savanna Samson (The New Devil in Miss Jones - Vivid Entertainment Group)
- 2007 Hillary Scott (Corruption - Sex Z Pictures)
- 2008 Eva Angelina (Upload - Sex Z Pictures)
- 2009 Jessica Drake (Fallen - Wicked Pictures)
- 2010 Kimberly Kane (The Sex Files: A Dark XXX Comedy – Digital Sin)
- 2011 Kimberly Kane
- 2012 Jessie Andrews
- 2013 Lily Carter (Wasteland – Elegant Angel)
- 2014 Remy LaCroix (The Temptation of Eve– New Sensation Erotic Stories
- 2015 Penny Pax (Wetwork – Vivid Ententairment Group)
- 2016 Penny Pax (The Submission of Emma Marx 2: Boundaries – New Sensation)
- 2017 Kleio Valentien (Suicide Squad XXX: An Axel Braun Parody - Wicked Pictures)
- 2018 Jill Kassidy (Half His Age: A Teenage Tragedy – Pure Taboo)
- 2019 Avi Love (The Possessions of Mrs. Hyde – Wicked Axel Braun Productions)
- 2020 Angela White (Perspective – Pulse)
- 2021 Maitland Ward (Muse – Deeper)
- 2022 Maitland Ward (Muse 2 – Deeper)
- 2023 Maitland Ward (Drift– Deeper)
- 2024 Kira Noir (Machine Gunner– Digital Playground)
- 2025 Casey Calvert (Birth - Adult Time)

### Best Adult Web Site
- 2019 Evil Angel
- 2020 Adult Time
- 2021 Evil Angel
- 2022 Vixen
- 2023 Adult Time
- 2024 Adult Time

### Best Amateur Or Pro-Am Series
- 1993 Dirty's Debutants
- 1994 Up and Cummers
- 1995 Anal Adventures of Max Hardcore
- 1996 Max
- 1997 Cumback Pussy
- 1998 Filthy First-Timers
- 1999 Real Sex Magazine
- 2000 Real Sex Magazine
- 2001 Up And Cummers
- 2002 Up And Cummers
- 2003 Shane'S World
- 2004 Breakin' 'em In (Red Light District)
- 2005 Breakin' 'em In (Red Light District)
- 2006 New Whores 2 (Mayhem)

### Best Anal Or Double Penetration Scene
- 1992 (Bend Over Babes II)
  - Tom Byron
  - Tashawna
- 1993 (Face Dance 1)
  - Rocco Siffredi
  - Sierra
- 1994 (Arabian Nights)
  - Porsche Lynn
  - Sean Michaels
  - Julian St. Jox

- 1995 (Butt Banged Bicycle Babes)
  - Kim Chambers
  - Yvonne
  - Mark Davis
  - John Stagliano

- 1996 (Bottom Dweller 33 1/3)
  - Careena Collins
  - Jake Steed

- 1997 (Car Wash Angels)
  - Careena Collins
  - T.T. Boy
  - Tom Byron

- 1998 (Behind The Sphinc Door)
  - Alisha Klass
  - Tom Byron

- 1999 (Tushy Heaven)
  - Alisha Klass
  - Samantha Stylle
  - Sean Michaels

- 2000 (When Rocco Meats Kelly 2)
  - Kelly Stafford
  - Alba Dea Monte
  - Rocco Siffredi
  - Nacho Vidal

### Best Anal Series
- 2019 Anal Beauty (Tushy)
- 2020 Anal Models (Tushy)
- 2021 Anal Beauty (Tushy)
- 2022 Angela Loves Anal (AGW Entertainment)
- 2023 Anal Angels (Tushy/Pulse)
- 2024 Anal Savages (Jules Jordan Video)
- 2025 Tushy Raw (Tushy Raw)

### Best Comedy or Parody or Drama
- 2003 Space Nuts (Wicked Pictures)
- 2004 Misty Beethoven - The Musical (VCA Pictures)
- 2005 non assegnato
- 2006 Camp Cuddly Pines Powertool Massacre (Wicked Pictures)
- 2007 Britney Rears 3 (Hustler Video)
- 2008 Not the Bradys XXX (X Play)
- 2009 Not Bewitched XXX (X-Play, Comedy) e Ashlyn Goes To College 2 (New Sensation, Non-Parody)
- 2010 Not Married with Children XXX (X-Play)
- 2011 The Big Lebowsky: A XXX Parody (New Sensation, Comedy) e The Sex Files 2: A Dark XXX Parody (Digital Sin, Drama)
- 2012 The Rocky Whore Picture Show: A Hardcore Parody (Wicked Pictures, Comedy), Taxi Driver XXX (Exile, Drama) e Spider-Man XXX: A Porn Parody (Vivid Entertainment, Comic Movie)
- 2013 Star Wars XXX: A Porn Parody (Vivid Entertainment, Comedy), Dallas: A XXX Parody (tie, Adam/Eve, Drama) Diary of Love (tie, ASmash Pictures, Drama) e Superman vs Spider-Man: An Axel Braun Parody (Vivid Entertainment, Comic Movie)
- 2014 Grease XXX: A Parody (Adam & Eve, Comedy), OMG... It's The Leaving Las Vegas: A XXX Parody (Septos Studios, Drama) e Man of Steel XXX: An Axel Braun Parody (Vivid Entertainment, Comic Movie)
- 2015 Not The Jersey Boys XXX: A Porn Parody Musical (X-Play, Comedy), Cinderella XXX: An Axel Braun Parody (Wicked Pictures, Drama) e Barbarella XXX: A Kinky Parody (tie, Kink.com, Comic Movie) e The Doctor Whore Porn Parody (tie, woodrocket.com, Comic Movie)
- 2016 Peter Pan XXX: An Axel Braun Parody (Wicked Pictures, Comedy),Magic Mike XXXL: A Hardcore Parody (Wicked Pictures, Drama) e Batman vs Superman: An Axel Braun Parody (Wicked Pictures, Comic)
- 2017 Cindy Queen of Hell (Burning Angel Ententairment, Comedy) e Suicide Squad XXX: An Axel Braun Parody (Wicked Pictures, Parody)
- 2018 Bad Babes Inc (Adam & Eve, Comedy) e Justice League XXX: An Axel Braun Parody (Wicked Pictures, Parody)
- 2019 Love In The Digital Age (New Sensation Romance, Comedy) e Deadpool XXX: An Axel Braun Parody (Wicked Pictures, Parody)
- 2020 Love Emergency (Adam & Eve, Comedy) e Captain Marvel XXX: An Axel Braun Parody (Wicked Pictures, Parody)
- 2021 Evil Tiki Babes (Burning Angel Ententairment, Comedy) e Cougar Queen: A Tiger King Parody (Girlsway, Parody)
- 2022 Love,Sex and Lawyers (Adam & Eve Pictures, Comedy) e Black Widow XXX: An Axel Braun Parody (Wicked Pictures, Parody)
- 2023 Love,Sex & Fashion (Adam & Eve Pictures) e Spidey Pool XXX: An Axel Braun Parody (Wicked Pictures, Parody)
- 2024 Love,Sex & Robots (Adam & Eve Pictures, Comedy)
- 2025 Sunny Goldmelons (Digital Playground, Comedy)

### Best Cumback
- 2007 Lisa Ann
- 2008 Kaylani Lei
- 2009 Teagan Presley
- 2010 Eva Angelina
- 2011 Dale DaBone
- 2012 Prince Yanshua
- 2013 Steven St. Croix
- 2014 Sunny Lane
- 2015 Ryder Skye
- 2016 Ryan Conner
- 2017 Briana Banks
- 2018 Tori Black

Nota: Dal 2018 il premio non è stato più assegnato

### Best Director
- 1985 Edwin Brown (Every Woman Has A Fantasy)
- 1986 Henri Pachard (Taboo American Style)
- 1987 Gregor Dark (The Devil in Miss Jones 3 and 4)
- 1988 John Leslie (Video, Nightfights Nurses) e Cecil Howard (Film, Firestorm II)
- 1989 John Leslie (Catwoman)
- 1990 John Leslie (The Chamelon)
- 1991 John Stagliano (Buttman's Ultimate Workout)
- 1992 John Stagliano (Wild Goose Chase)
- 1993 John Stagliano
- 1994 Paul Thomas
- 1995 John Leslie
- 1996 Michael Ninn
- 1997 Gregory Dark
- 1998 John Leslie
- 1999 John Leslie
- 2000 Paul Thomas
- 2001 Michael Raven
- 2002 Jules Jordan
- 2003 John Stagliano
- 2004 Jules Jordan
- 2005 Jules Jordan
- 2006 Joone
- 2007 Brad Armstrong features e Jules Jordan non-features
- 2008 Brad Armstrong features (tie) e Stormy Daniels features (tie) e Jules Jordan non-features
- 2009 Brad Armstrong features e Jules Jordan non-features
- 2010 Will Ryder features e William H non-features
- 2011 Brad Armstrong features, William H non-features e Axel Braun parody
- 2012 Graham Travis features, William H non-features e Axel Braun parody
- 2013 Graham Travis features, William H non-features e Axel Braun parody
- 2014 Jacky St. James features, Mason non-features, Will Ryder parody e Greg Lansky Web
- 2015 Jacky St. James features, Mason non-features, Axel Braun parody e Greg Lansky Web
- 2016 Jacky St. James features, Greg Lansky non-features, Axel Braun parody e Stills By Alan Web
- 2017 Brad Armstrong features, Greg Lansky non-features, Axel Braun parody e Stills By Alan Web
- 2018 Bree Mills features, Greg Lansky non-features, Axel Braun parody e Maestro Claudio (tie) e Ivan (tie) Web
- 2019 Kayden Kross features, Jonni Darkko non-features, Axel Braun parody e Ivan Web
- 2020 Kayden Kross features, Jules Jordan non-features, Joanna Angel parody e Kayden Kross Web
- 2021 Kayden Kross features, Kayden Kross non-features, Casey Calvert e Eli Cross parody e Kayden Kross Web
- 2022 Kayden Kross features, Mike Quasar non-features, Axel Braun parody e Laurent Sky Web
- 2023 Ricky Greenwood features, Jules Jordan non-features, Axel Braun parody e Kayden Kross Web
- 2024 Ricky Greenwood features, Jonni Darkko non-features e Derek Dozer Web
- 2025 Ricky Greenwood features, Jonni Darkko non-features e Ivan Web

### Best Ethnich Series
- 2010 Big Black Wet Asses (Elegant Angel)
- 2011 Asian Fucking Nation (Evil Angel)
- 2012 Lex The Impaler (Jules Jordan Video)
- 2013 Mandingo Massacre (Jules Jordan Video)
- 2014 Asian Fuck Faces (Evil Angel)
- 2015 My First Intereccial (Blacked e Jules Jordan Video)
- 2016 My First Intereccial (Blacked)
- 2017 Black and White (Blacked e Jules Jordan Video)
- 2018 Interacial Icon (Blacked e Jules Jordan Video)
- 2019 Blacked Raw V (Blacked Raw)
- 2020 non assegnato
- 2021 Blacked Owned (tie, Jules Jordan Video) e Invasian (tie, Jules Jordan Video)
- 2022 Blacked and Beauties (All Black X)
- 2023 Asian Schoolgirls (New Sensation)
- 2024 Blacked Raw (Blacked Raw/Pulse)
- 2025 Stars (Blacked)

### Best Girl-Girl Sex Scene
- 1984 (Body Girls)
  - Erica Boyer
  - Robin Everett

- 1985 (Pleasure Island)
  - 5 Woman Orgy

- 1992 (Snatched To The Future)
  - Victoria Paris
  - Sandra Scream
  - Angela Summers

- 1993 (Chameleons Not The Sequel)
  - Ashlyn Gere
  - Deidre Holland

- 1994 (Hidden Obsessions)
  - Janine
  - Julia Ann

- 1995 (The Dinner Party)
  - Celeste
  - Debi Diamond
  - Misty Rain

- 1996 (Takin' It To The Limit 6)
  - Careena Collins
  - Felecia
  - Jill Kelly
  - Misty Rain
  - Tracy Allen

- 1997 (Beyond Reality 1)
  - Careena Collins
  - Felecia

- 1998 (Miscreants)
  - Jeanna Fine
  - Tiffany Mynx
  - Stephanie Swift

- 1999 (Tampa Tushy Fest 1)
  - Chloe
  - Alisha Klass

- 2000(Ginger Lynn's Torn)
  - Chloe
  - Ginger Lynn

- 2001 (Les Vampyres)
  - Syren
  - Ava Vincent

- 2002 (No Man'S Land 33)
  - Jewel De'Nyle
  - Inari Vachs

- 2003 (The Fashionistas)
  - Belladonna
  - Taylor St. Clair

- 2004 (My Plaything - Jenna Jameson 2 - Digital Sin)
  - Jenna Jameson
  - Carmen Luvana

- 2005 (The Violation of Audrey Hollander - JM Productions)
  - Audrey Hollander
  - Gia Paloma
  - Ashley Blue
  - Tyla Wynn
  - Brodi
  - Kelly Kline

Nota: Una categoria "Best Girl-Girl Release" era stata creata nel 2005. Da allora non sono stati più assegnati premi "Best Girl-Girl Scene"

### Best Girl-Girl Release (or Movie)
- 2006 Belladonna's Fucking Girls (Evil Angel)
- 2007 Belladonna: No Warning 2 (Evil Empire)
- 2008 Belladona's Fucking Girls 4 (Belladonna Productions)
- 2009 Belladona's Girl on Train (Belladonna Productions)
- 2010 Women Seeking Women (Girlfriend Films)
- 2011 Women Seeking Women (Girlfriend Films)
- 2012 Women Seeking Women (Girlfriend Films)
- 2013 Women Seeking Women (Girlfriend Films)
- 2014 Women Seeking Women (Girlfriend Films)
- 2015 Women Seeking Women (Girlfriend Films)
- 2016 Women Seeking Women (Girlfriend Films)
- 2017 Angela Loves Woman (AGW Ententairment)
- 2018 Women Seeking Women (Girlfriend Films)
- 2019 Angela Loves Woman (AGW Ententairment)
- 2020 Angela Loves Woman (AGW Ententairment)
- 2021 Women Seeking Women (Girlfriend Films)
- 2022 Girl Lovin's Girl (New Sensation)

### Best Gonzo Release (or Movie)
- 2006 Slut Puppies (Evil Angel)
- 2007 Jenna Haze Darkside (Jules Jordan Video)
- 2008 Flesh Hunter 10 (Jules Jordan Productions)
- 2009 Alexis Texas is Buttwoman (Elegant Angel)
- 2010 Big Wet Asses 15 (Elegant Angel)
- 2011 Tori Black Is Pretty Filthy 2 (Elegant Angel)
- 2012 Asa Akira is Insatiable 2 (Elegant Angel)
- 2013 Asa Akira is Insatiable 3 (Elegant Angel)
- 2014 Remi LaCroix's Anal Cabo Weekend (Evil Angel)
- 2015 V for Vicky (Evil Angel)
- 2016 Angela 2 (tie, AGW Ententairment) e Anikka's Anal Slut (tie, Evil Angel)
- 2017 Natural Beatuies (Jules Jordan Video)
- 2018 Angela 3 (AGW Ententairment)
- 2019 Angela Loves Anal 2 (AGW Ententairment)
- 2020 Angela White: Dark Side (Jules Jordan Video)
- 2021 Anal Beauty 14 (Tushy)
- 2022 Angela Loves Threesomes (AGW Ententairment)
- 2023 Blacked Raw V56 (Blacked Raw/Pulse)
- 2024 Performers of the Year 2023 (Elegant Angel)
- 2025 DP Master 9 (Jules Jordan Video)

### Best Gonzo Series
- 1998 Shane's World
- 1999 Whack Attack
- 2000 Please!
- 2001 Please!
- 2002 Service Animals
- 2003 Flesh Hunter
- 2004 Flesh Hunter (Evil Angel)
- 2005 Service Animals (Evil Angel)
- 2006 Service Animals (Joey Silvera/Evil Angel)
- 2007 Service Animals (Joey Silvera/Evil Angel)
- 2008 Ass Worship (Jules Jordan Productions)
- 2009 Big Wet Asses (Elegant Angel)
- 2010 Seasoned Players (Tom Byron Pictures)
- 2011 Big Wet Asses (Elegant Angel)
- 2012 Big Wet Asses (Elegant Angel)
- 2013 Raw-series (Evil Angel)
- 2014 Wet Asses (Jules Jordan Video)
- 2015 DP Me (Hard-X)
- 2016 Anal Beauty (tie, Jules Jordan Video) e Gang Bang Me (tie, Hard-X)
- 2017 Angela Loves ... (AGW Ententairment)
- 2018 Angela Loves ... (AGW Ententairment)
- 2019 DP Me (Hard-X)
- 2020 Raw-series (Evil Angel)
- 2021 Tushy Raw Tushy)
- 2022 Natural Beauties (Vixen)
- 2023 Blacked Raw (Blacked Raw/Pulse)
- 2024 Breast Workship (Jules Jordan Video)
- 2025 Ass Workship (Jules Jordan Video)

### Best Group Sex Scene
- 1985 (Stud Hunters)
  - Pippi Anderssen
  - 5 studs

- 1986 (Vortice erotico)
  - Ginger Lynn
  - Tom Byron
  - Steve Powers 1987 (The Devil in Miss Jones 3)
- 1987 (The Devil in Miss Jones 3)
  - Vanessa del Rio
  - Jason Jules
  - Mark Wallice
  - Steve Harper
  - Steve Powers
  - Tony Martino
- 1988 (Deep Throat II)
  - Krista Lane
  - Tasha Voux
  - Ashley Moore
  - David Morris
  - Frank Serrone
- 1989 (Very Dirty Dancing)
  - Delia Moore
  - Stephanie Rage
  - Tawnee Lee
  - Buddy Love
  - Dave Bolden
  - Jonh Wright
- 1990 (Gang Bangs 2)
  - Debi Diamond
  - Blake Palmer
  - Jesse Eastern
  - Mark Wallice
  - Randy West
- 1991 non assegnato

- 1992 (Buttman's Europa Vacation)
  - Silver
  - Zara Whites
  - Rocco Siffredi
- 1993 (Face Dance 1)
  - Sierra
  - Tiffany Mynx
  - Tom Byron
  - Woody Long
  - Sheila Stone
  - Rocco Siffredi
- 1994 (Slave To Love)
  - Brittany O'Connell
  - Kitty Yung
  - Beatrice Valle
  - Sierra
  - Sean Michaels
  - Peter North
  - Randy Spears
  - T.T. Boy
  - Jalynn
- 1995 (Buttman'S British Moderately Big Tit Adventure;)
  - Stephanie Hart-Rogers
  - Janey Lamb
  - Rocco Siffredi
  - Joey Silvera

- 1996 (New Wave Hookers 4)
  - Chasey Lain
  - Yvonne
  - Marylin Martin
  - Misty Rain
  - Mark Wallice
  - Mark Davis
  - Nick East
  - Tony Tedeschi
  - T.T. Boy

- 1997 (American Tushy)
  - Missy
  - Taren Steele
  - Hakan
  - Alex Sanders

- 1998 (Psychosexuals)
  - Chloe
  - Missy
  - Ruby
  - Mickey G.

- 1999 (Asswoman In Wonderland)
  - Iroc
  - Tiffany Mynx
  - Cherry Mirage
  - Van Damage
  - Michael Stefano

- 2000 (Ultimate Guide to Anal Sex for Women)
  - Ava Vincent
  - Chandler
  - Chloe
  - Inari Vachs
  - Nina Hartley
  - Jazmine
  - Sydnee Steele
  - Tristan Taormino

- 2001 (In The Days of Whore)
  - Krysti Mist
  - Brandon Iron
  - Arnold Schwartzpenecker
  - Brian Surewoood
  - Dick Nasty
  - Gino Greco
  - John Strong
  - Road Fontana
  - Trevor Thompson

- 2002 (Gangbang Auditions 7)
  - Aurora Snow
  - Erik Everhard
  - Jay Ashley
  - Mr Marcus
  - Lexington Steele
  - Pat Myne

- 2003 (The Fashionistas)
  - Friday
  - Taylor St. Clair
  - Sharon Wild
  - Rocco Siffredi

- 2004 (Flesh Hunter 5 - Evil Angel)
  - Taylor Rain
  - Arnold Schwarzenpecker
  - Trent Tesoro
  - Mark Wood
  - John Strong

- 2005 (Baker's Dozen 2 - Platinum X Pictures)
  - Missy Monroe
  - Kami Andrews
  - Julie Night

### Best Male - Female (Couples) Sex Scene
- 1985 (Every Woman Has A Fantasy)
  - John Leslie
  - Rachel Ashley

- 1986 (Ball Busters)
  - John Leslie
  - Nina Hartley
- 1987 (Peeping Tom)
  - Buck Adams
  - Nina Hartley
- 1988 (Preatty Preaches 2)
  - Tracey Adams
  - Peter North 1989-1991 non assegnato
- 1992 (Buttman's Europa Vacation)
  - Rocco Siffredi
  - Silver
- 1993 (Face Dance 2)
  - Rocco Siffredi
  - Tiffany Million
- 1994 (New Wave Hookers 3)
  - Rocco Siffredi
  - Crystal Wilder
- 1995 (Seymore and Shane on The Loose)
  - T.T. Boy
  - Lana
- 1996 (Kink 1)
  - Rocco Siffredi
  - Careena Collins

### Best Mini-Feature Series
- 1994 Sodomania
- 1995 Sodomania

### Best On-Screen Chemistry
- 2007 (Fashionistas Safado - The Challenge - Evil Angel)
  - Gianna Michaels
  - Jenna Haze
  - Rocco Siffredi
- 2008
  - Joanna Angel
  - James Deen
- 2009
  - Joanna Angel
  - James Deen

### Best POV Release (or Movie or Series)
- 2006 Pov Pervert 5 (Red Light District)
- 2007 Jack's Pov 5 (Digital Playground)
- 2008 inTERActive (Teravision/Hustler)
- 2009 Tunnel Vision 3 (Jules Jordan Video)
- 2010 POV Juggs Fuckers 2 (tie, Evil Angel) e POV Pervert 11 (tie, Jules Jordan Video)
- 2011 POV Pervert (Jules Jordan Video)
- 2012 POV Pervert (Jules Jordan Video)
- 2013 POV Pervert (Jules Jordan Video)
- 2014 POV Pervert (Jules Jordan Video)
- 2015 POV Pervert (Jules Jordan Video)
- 2016 Lex's Point of View (Evil Angel)
- 2017 POV Pervert (Evil Angel)
- 2018 Bang POV (Bang Bros)

Dal 2019 il premio non è stato più assegnato

### Best Release
- 2006 Pirates (Digital Playground/Adam & Eve)
- 2007 Curse Eternal (Wicked Pictures)
- 2008 Babysitters (Digital Playground)
- 2009 Cheerleaders (Digital Playground)
- 2010 Flight Attendants (Adam & Eve)
- 2011 Pornostars Superheroes (Elegant Angel)
- 2012 Lost And Found (New Sensation)
- 2013 Wasteland (Elegant Angel)
- 2014 The Submissions of Emma Marx (New Sensation)
- 2015 Second Chances (New Sensation)
- 2016 Being Riley (Jules Jordan Video e Tushy)
- 2017 The Preacher's Daughter (Wicked Pictures)
- 2018 The Submissions of Emma Marx: Evolved (New Sensation)
- 2019 Abigail (Tushy)
- 2020 Drive (Deeper)
- 2021 Muse (Deeper)
- 2022 Psychosexual (Vixen)
- 2023 Going Up (Lust Cinema)
- 2024 Influence: Vanna Bardot (Tushy/Pulse)
- 2025 Gold Diggers

Nota: prima del 2006 vi erano premi separati per le categorie film, video e DVD.

#### Best Epic
- 2006 Pirates (Digital Playground)
- 2007 Corruption (Sex Z Pictures)
- 2008 Upload (Sex Z Pictures)
- 2009 Fallen (Wicked Pictures)
- 2010 2040 (Wicked Pictures)
- 2011 Speed (Wicked Pictures)
- 2012 Portrait of a Call Girl (Elegant Angel)
- 2013 Voraciuos: The First Season (Evil Angel)
- 2014 Underworld (Wicked Pictures)
- 2015 Wetwork (Vivid Ententairment)
- 2016 Wanted (Wicked Pictures)

#### DVD of the Year
- 2001 Dream Quest
- 2002 Dark Angels: Special Edition
- 2003 Euphoria
- 2004 The Fashionistas (Evil Angel)
- 2005 Millionaire (Private USA)

#### Best Film of the Year
- 1985 Every Woman Has a Fantasy
- 1986 Taboo American Style 1, 2, 3 e 4
- 1987 Every Woman Has a Fantasy 2
- 1988 Pretty Peaches 2
- 1989 Catwoman
- 1990 non assegnato
- 1991 Pretty Peaches 3 - The Quest
- 1992 Wild Goose Chase
- 1993 Chameleons Not the Sequel
- 1994 Nothing to Hide 2 - Justine
- 1995 Dog Walker
- 1996 Borderline
- 1997 Sex Freaks
- 1998 Bad Wives
- 1999 Masseuse 3
- 2000 Awakening
- 2001 Les Vampyres
- 2002 Fade to Black
- 2003 The Fashionistas
- 2004 Compulsion
- 2005 The Masseuse
- 2006 Pirates

#### Best Video of the Year
- 1985 Lett Me Tell Ya'Bount White Chicks
- 1986 Black Throat
- 1987 Edwind Durell's Dreamgirls
- 1988 Nightshift Nurses
- 1989 Catwoman
- 1990 Chameleon
- 1991 Buttman's Ultimate Workout
- 1992 Buttman's European Vacation
- 1993 Buttman vs Buttwoman
- 1994 Pussyman 1
- 1995 Takin'It To The Limit 1
- 1996 Latex
- 1997 Buttman in the Crack
- 1998 Psychosexuals
- 1999 Cafe Flesh 2
- 2000 Ginger Lynn's Torn
- 2001 Buttman's Toy Stories
- 2002 Euphoria
- 2003 Ass Collector
- 2004 Beautiful
- 2005 In the Garden of Shadows

### Best Screenplay (or Sexiest Screenplay)
- 1985 Every Woman Has A Fantasy (VCA Pictures)
- 1986 Taboo American Style 1,2,3,4 (Fat Dog Production)
- 1987 Sexually Altered States (VCA Pictures)
- 1988 Deep Throat II (Arrow Productions)
- 1989 Maxine (Excalibur Films)
- 1990 My Bare Lady (Moonlight Ententairment)

### Best Series
- 1996 Joey Silvera'S Butt Row
- 1997 Joey Silvera'S Butt Row

### Best Star Showcase
- 2019 I am Angela (Angela White, Evil Angel)
- 2020 Angela White: Dark Side (Angela White, Jules Jordan Video)
- 2021 Influence Elsa Jean (Elsa Jean, Tushy)
- 2022 Influence: Emily Willis (Emily Willis, Vixen)
- 2023 April Olsen Knows Best (April Olsen, Evil Angel)
- 2024 Deep Inside Jennifer White (Jennifer White, Evil Angel)
- 2025 Fuck Angela (Angela White, AGW Ententairment)

### Best Supporting Actor
- 1985 Joey Silvera (Public Affairs)
- 1986 Joey Silvera (She's So Fine)
- 1987 Eric Edwards (Lust on the Orient Express)
- 1988 Jamie Gills (Baby Face 2)
- 1989 Randy West (Maxine)
- 1990 Eric Edwards (Bodies in Heat 2)

Nota: Dal 1991 il premio non è stato più assegnato

### Best Supporting Actress
- 1985 Sharon Kane (Throat ... 12 Years After)
- 1986 Kimberly Carson (Girls on Fire)
- 1987 Colleen Brennan (Star Angel)
- 1988 Amber Lynn (Taboo V)
- 1989 Jacqueline Lorains (Beauty and the Beast)
- 1990 Nina Hartley (My Bare Lady)

Nota: Dal 1991 il premio non è stato più assegnato

### Best Threeway Sex Scene
- 1989 (Catwoman)
  - Alexa Parks
  - Peter North
  - Buddy Love
- 1990 (Hot Scalding)
  - Pamela Rose
  - Joey Silvera
  - Damien Cashmere
- 1991-2000 non assegnato
- 2001 (Please 9: Sex Warz)
  - Lynn Stone
  - Jessica Fiorentino
  - Nacho Vidal

- 2002 (Up Your Ass 18)
  - Aurora Snow
  - Mr. Marcus
  - Lexington Steele

- 2003 (Trained Teens)
  - Gauge
  - Aurora Snow
  - Jules Jordan

- 2004 (Mason's Dirty Tricks - Elegant Angel)
  - Julie Night
  - Manuel Ferrara
  - Steve Holmes

- 2005 (Flesh Hunter 7 - Evil Angel)
  - Teagan
  - Mark Ashley
  - Alberto Rey

### Best Vignette Series
- 1996 The Voyeur

### Deep Throat Award
- 2009 Angelina Valentine

### Female Performer of the Year
- 1985 Ginger Lynn
- 1986 non assegnato
- 1987 non assegnato
- 1988 non assegnato
- 1989 Nina Hartley
- 1990 Tori Welles
- 1991 Christy Canyon
- 1992 Jeanna Fine
- 1993 Ashlyn Gere
- 1994 Debi Diamond
- 1995 Leena La Bianca
- 1996 Juli Ashton
- 1997 Missy
- 1998 Jill Kelly
- 1999 Stacy Valentine
- 2000 Inari Vachs
- 2001 Jewel De'Nyle
- 2002 Jewel De'Nyle
- 2003 Belladonna
- 2004 Ashley Blue
- 2005 Lauren Phoenix
- 2006 Nicki Hunter
- 2007 Hillary Scott
- 2008 Sasha Grey
- 2009 Jenna Haze
- 2010 Tori Black
- 2011 Tori Black
- 2012 Asa Akira
- 2013 Asa Akira
- 2014 Remy LaCroix
- 2015 Anikka Albrite
- 2016 Adriana Chechik
- 2017 Adriana Chechik
- 2018 Angela White
- 2019 Angela White
- 2020 Angela White
- 2021 Emily Willis
- 2022 Emily Willis e Gianna Dior
- 2023 Jane Wilde
- 2024 Vanna Bardot
- 2025 Chanel Camryn

### Girl/Girl Performer of the Year (Best Lesbian Performer/ Charlotte Stokely Girl)
- 2016 Tanya Tate
- 2017 Shyla Jennings
- 2018 Charlotte Stokely
- 2019 Charlotte Stokely
- 2020 Charlotte Stokely
- 2021 Charlotte Stokely
- 2022 Charlotte Stokely
- 2023 Aidra Fox
- 2024 Anna Claire Clouds
- 2025 Anna Claire Clouds

### Kinky Scene
- 1985 (Insatiable II)
  - Jamie Gillis
  - Marilyn Chambers
- 1986 (Nasty)
  - Jamie Gillis
  - Gayle Sterling
  - Lynx Canon
- 1987 (Loose Ends 2)
  - Bionca
  - Erica Boyer
- 1988 (Let's Get It on With Amber Lynn)
  - Shanna McCullough
  - Mauvais DeNoire
  - Jamie Gills

### Mainstream Adult Media Favorite
- 2004 Mary Carey (Political run for Governor of California; Media blitz)
- 2005 (tie) Seymore Butts (Family Business TV show) (tie) Jenna Jameson (Best-Selling autobiography: How to Make Love Like a Porn Star: A Cautionary Tale)
- 2006 Stormy Daniels (40 Year Old Virgin, Hostess of Wet Grooves, ecc... )
- 2007 Ron Jeremy
- 2008 Stormy Daniels
- 2009 Sasha Grey
- 2010 Sasha Grey
- 2011 Riley Steele
- 2012 Bree Olson
- 2013 James Deen
- 2014 James Deen
- 2015 Asa Akira
- 2016 Jessica Drake
- 2017 Julia Ann
- 2018 Joanna Angel

Nota: Dal 2019 il premio non è stato più assegnato

### Male Performer of the Year
- 1989 Tom Byron
- 1990 Randy Spears
- 1991 Randy Spears
- 1992 Rocco Siffredi
- 1993 Rocco Siffredi
- 1994 Marc Wallice
- 1995 Jon Dough
- 1996 T.T. Boy
- 1997 T.T. Boy
- 1998 Tom Byron
- 1999 Mr. Marcus
- 2000 Bobby Vitale
- 2001 Evan Stone
- 2002 Lexington Steele
- 2003 Erik Everhard
- 2004 Manuel Ferrara
- 2005 Manuel Ferrara
- 2006 Manuel Ferrara
- 2007 Tommy Gunn
- 2008 Evan Stone
- 2009 James Deen
- 2010 Evan Stone
- 2011 Manuel Ferrara
- 2012 Manuel Ferrara
- 2013 Manuel Ferrara
- 2014 Manuel Ferrara
- 2015 Mick Blue
- 2016 Mick Blue
- 2017 Mick Blue
- 2018 Markus Dupree
- 2019 Small Hands
- 2020 Mick Blue
- 2021 Isiah Maxwell
- 2022 Isiah Maxwell
- 2023 Mick Blue
- 2024 Isiah Maxwell
- 2025 Seth Gamble

### Male-Female Scene
- 1989 (Naked Stranger)
  - Barbara Dare
  - Tom Byron
- 1990(The Chamelon)
  - Tori Welles
  - Buck Adams
- 1994 (New Wave Hookers 3)
  - Crystal Wilder
  - Rocco Siffredi

- 1995 (Seymore & Shane On The Loose)
  - Lana
  - T.T. Boy

- 1996 (Kink)
  - Careena Collins
  - Rocco Siffredi

- 1997 (Max 8: The Fugitive)
  - Lovette
  - Max Hardcore

- 1998 (Psychosexuals)
  - Nikita Gross
  - Mickey G.

- 1999 (Pink Hotel On Butt Row)
  - Elena
  - T.T. Boy

- 2000 (Nothing To Hide 3 & 4)
  - Gwen Summers
  - Julian

- 2001 (Xxxtreme Fantasies Of Jewel De'Nyle)
  - Jewel De'Nyle
  - Nacho Vidal

- 2002 (Welcome To Chloeville 3)
  - Chloe
  - Mark Davis

- 2003 (The Fashionistas)
  - Taylor St. Clair
  - Rocco Siffredi

- 2004 (Babes in Pornland 14: Bubble Butt Babes - Puritan Video Productions)
  - Jewel De'Nyle
  - Manuel Ferrara

- 2005 (XXX - Mercenary Pictures)
  - Lexington Steele
  - Katsumi

- 2006 (Darkside - Red Light District Video)
  - Penny Flame
  - Herschel Savage

### MILF of the Year
- 2007 Janine
- 2008 Kylie Ireland
- 2009 Julia Ann
- 2010 Lisa Ann
- 2011 Julia Ann
- 2012 India Summer
- 2013 Veronica Avluv
- 2014 Francesca Lé
- 2015 India Summer
- 2016 Kendra Lust
- 2017 Cherie DeVille
- 2018 Cherie DeVille
- 2019 Bridgette B
- 2020 Bridgette B
- 2021 Britney Amber
- 2022 Brandi Love
- 2023 Natasha Nice
- 2024 Penny Barber
- 2025 Lexi Luna

### Most Outrageous DVD Xtras
- 2006 Camp Cuddly Pines Powertool Massacre (Wicked Pictures)
- 2007 Corruption (Sex-Z Pictures)
- 2008 Upload (Sex-Z Pictures)
- 2009 Pirates II: Stagnetti's Revenge (Digital Playground)
- 2010 2040 (Wicked Pictures)
- 2011 Speed (Wicked Pictures)

### New Starlet
- 1985 Ginger Lynn
- 1986 Amber Lynn
- 1987 Barbara Dare
- 1988 Porsche Lynn
- 1989 Aja
- 1990 Tori Welles
- 1991 Ashlyn Gere
- 1992 Angela Summers
- 1993 Nikki Dial
- 1994 Shayla LaVeaux
- 1995 Misty Rain
- 1996 Jenna Jameson
- 1997 Stacy Valentine
- 1998 Nikita
- 1999 Raylene
- 2000 Jewel De'Nyle
- 2001 Tera Patrick
- 2002 Monica Mayhem
- 2003 Carmen Luvana
- 2004 Lauren Phoenix
- 2005 Teagan Presley
- 2006 Hillary Scott
- 2007 Sasha Grey
- 2008 Bree Olson
- 2009 Stoya
- 2010 Kagney Linn Karter
- 2011 Allie Haze e Chanel Preston
- 2012 Jessie Andrews
- 2013 Remy LaCroix
- 2014 A.J. Applegate
- 2015 Carter Cruise
- 2016 Abella Danger
- 2017 Elsa Jean
- 2018 Lena Paul
- 2019 Gia Derza
- 2020 Gianna Dior
- 2021 Avery Christy
- 2022 Blake Blossom
- 2023 Nicole Doshi
- 2024 Chanel Camryn
- 2025 Gal Ritchie

### New Stud
- 2000 Evan Stone
- 2001 Dillon Day
- 2002 non assegnato
- 2003 Manuel Ferrara
- 2004 Ben English
- 2005 Tommy Gunn
- 2006 Scott Nails
- 2007 Derrick Pierce
- 2008 Charles Dera
- 2009 Cj Wright
- 2010 Dane Cross
- 2011 Xander Corvus
- 2012 Giovanni Francisco
- 2013 Logan Pierce
- 2014 Tyler Nixon
- 2015 Rob Piper
- 2016 Damon Dice
- 2017 Ricky Johnson
- 2018 Dredd
- 2019 Jason Luv
- 2020 Stirling Cooper
- 2021 Sly Digger
- 2022 Anton Harden
- 2023 Lucky Fate
- 2024 Dan Damage
- 2025 Chocolate God

### Oral Scene
- 1985 (Succulent)
  - Ron Jeremy
  - Little Oral Annie

- 1986 (Love Bites)
  - Amber Lynn
  - Peter North
  - Rick Savage
  - James Miles
- 1987 (1001 Erotic Nights 2)
  - Bunny Bleu
  - Kristara Barrington
  - Sandy Summers
  - Francois 1988 (Firestorm II)
  - Patrice Trudeau
  - Ron Jeremy

### Orgasmic Analist (or Awesome Analist)
- 2001 Chloe
- 2002 Jewel De'Nyle
- 2003 Belladonna
- 2004 Lauren Phoenix
- 2005 Lauren Phoenix
- 2006 Katja Kassin
- 2007 Hillary Scott
- 2008 Hillary Scott
- 2009 Belladonna
- 2010 Jenna Haze
- 2011 Bobbi Starr
- 2012 Bobbi Starr
- 2013 Kristina Rose
- 2014 Jada Stevens
- 2015 Adriana Chechik
- 2016 A.J. Applegate
- 2017 Vicki Chase
- 2018 Abella Danger
- 2019 Abella Danger
- 2020 Abella Danger
- 2021 Angela White
- 2022 Emily Willis
- 2023 Vicki Chase e Angela White
- 2024 Emily Willis
- 2025 Liz Jordan

### Orgasmic Oralist
- 2000 Bobbi Bliss
- 2001 Inari Vachs
- 2002 Kaylynn
- 2003 Kaylynn
- 2004 Felicia Fox
- 2005 Roxy Jezel
- 2006 Hillary Scott
- 2007 Hillary Scott
- 2008 Jenna Haze
- 2009 Belladonna
- 2010 Bobbi Starr
- 2011 Jenna Haze
- 2012 Brooklyn Lee
- 2013 Brooklyn Lee
- 2014 Vicki Chase
- 2015 Vicki Chase
- 2016 Vicki Chase
- 2017 Vicki Chase
- 2018 Vicki Chase
- 2019 Vicki Chase
- 2020 Vicki Chase
- 2021 Vicki Chase
- 2022 Angela White
- 2023 Blake Blossom
- 2024 Nicole Doshi
- 2025 Willow Ryder

### Superslut
- 2003 Catalina
- 2004 Julie Night
- 2005 Ariana Jollee
- 2006 Ariana Jollee
- 2007 Hillary Scott
- 2008 Annette Schwarz
- 2009 Bobbi Starr
- 2010 Bobbi Starr
- 2011 Kristina Rose
- 2012 Asa Akira
- 2013 Brooklyn Lee
- 2014 Bonnie Rotten
- 2015 Adriana Chechik
- 2016 Adriana Chechik
- 2017 Holly Hendrix
- 2018 Holly Hendrix
- 2019 Adriana Chechik
- 2020 Angela White
- 2021 Gia Derza
- 2022 Gia Derza
- 2023 April Olsen
- 2024 Summer Vixen
- 2025 Rebel Rhyder

### Teen or Cream Dream
- 2001 Allysin Chaines
- 2002 Aurora Snow
- 2003 Ashley Blue
- 2004 Cytherea
- 2005 Teagan Presley
- 2006 Kinzie Kenner
- 2007 Mia Rose
- 2008 Bree Olson
- 2009 Tori Black
- 2010 Lexi Belle
- 2011 Tara Lynn Foxx
- 2012 Allie Haze
- 2013 Lily Carter
- 2014 Mia Malkova
- 2015 August Ames
- 2016-2018 non assegnato
- 2019 Kenzie Reeves
- 2020 Gabbie Carter
- 2021 Naomi Swann
- 2022 Liz Jordan
- 2023 Coco Lovelock
- 2024 Molly Little
- 2025 Hailey Rose

### Trans Performer of the Year
- 2019 Aubrey Kate
- 2020 Aubrey Kate
- 2021 Daisy Taylor
- 2022 Casey Kisses
- 2023 Emma Rose
- 2024 Emma Rose
- 2025 Ariel Demure

### Unsung Siren
- 1993 Debi Diamond
- 1994 Lacy Rose
- 1995 Shane
- 1996 Tammi Ann
- 1997 Sindee Coxx
- 1998 Chloe
- 1999 Katie Gold
- 2000 Sydnee Steele
- 2001 Shelbee Myne
- 2002 Alana Evans
- 2003 Olivia Saint
- 2004 Sabrine Maui
- 2005 Katie Morgan
- 2006 Haley Paige
- 2007 Mika Tan
- 2008 Roxy Deville
- 2009 Amber Rayne
- 2010 Marie Luv
- 2011 Charley Chase
- 2012 India Summer
- 2013 Vicki Chase
- 2014 Vicki Chase
- 2015 Casey Calvert
- 2016 Amber Rayne
- 2017 Veruca James
- 2018 Casey Calvert
- 2019 Valentina Nappi
- 2020 Kira Noir
- 2021 Aiden Ashley
- 2022 Natasha Nice
- 2023 Spencer Bradley
- 2024 Gizelle Blanco
- 2025 Chloe Amour

### Unsung Swordsman
- 1997 Steve Hatcher
- 1998 Dave Hardman
- 1999 Michael Stefano
- 2000 Ian Daniels
- 2001 Erik Everhard
- 2002 Dave Cummings
- 2003 Brandon Iron
- 2004 Steve Holmes
- 2005 Brian Surewood
- 2006 Brandon Iron
- 2007 Mark Wood (Il sito web dell'XRCO afferma che a Mark Wood era stato dato il premio Unsung Woodsman. Non è chiaro se si tratti di un gioco di parole con il nome di Wood, un riferimento al vecchio premio Woodsman Of The Year o un semplice errore.)[9]
- 2008 James Deen
- 2009 Charles Dera
- 2010 Sascha
- 2011 Mark Ashley
- 2012 Mr Pete
- 2013 Mark Ashley
- 2014 Johnny Castle
- 2015 John Strong
- 2016 John Strong
- 2017 Johnny Sins
- 2018 Charles Dera
- 2019 Charles Dera
- 2020 Charles Dera
- 2021 Charles Dera
- 2022 Rob Piper
- 2023 Codey Steele
- 2024 Robby Apples
- 2025 Nathan Bronson

### Woodsman Of The Year
- 1993 Sean Michaels
- 1994 Alex Sanders
- 1995 T.T. Boy

### Worst Movie
- 1993 Fag Hags
- 1994 Nympho Zombie Coeds
- 1995 Gum-Me-Bare
- 1996 World'S Biggest Gang Bang
- 1997 Frankenpenis
- 1998 87 And Still Bangin'
- 1999 World'S Biggest Anal Gangbang
- 2000 Vomitorium
- 2001 Watch Me Camp Bitch!
- 2002 Fossil Fuckers
- 2003 You'Re Never Too Old To Gangbang

Nota: Dal 2004 il premio non è stato più assegnato